# Jean-Claude Killy
Jean-Claude Killy (ur. 30 sierpnia 1943 w Saint-Cloud) – francuski narciarz alpejczyk, trzykrotny mistrz olimpijski, sześciokrotny mistrz świata, pierwszy zdobywca Pucharu Świata i kierowca wyścigowy. Jeden z najbardziej utytułowanych zawodników w historii tej dyscypliny.

## Kariera
Pierwszy sukces w karierze Jean-Claude Killy osiągnął w 1961 roku, kiedy zdobył złote medale w zjeździe, slalomie, gigancie i kombinacji alpejskiej podczas mistrzostw Francji juniorów. Rok później wygrał swoje pierwsze międzynarodowej zawody, zwyciężając w gigancie podczas zawodów Critérium de la première neige w Val d’Isère. Nie wystąpił jednak na mistrzostwach świata w Chamonix w 1962 roku, bowiem trzy tygodnie przed zawodami złamał nogę. Podczas zjazdu w Cortinie d’Ampezzo Killy stracił równowagę i upadł. Od razu wstał i ukończył wyścig na jednej narcie, notując najlepszy czas zawodów. Wkrótce potem został powołany do obowiązkowej służby wojskowej. Stacjonował w Algierii, gdzie zaraził się dyzenterią i chorował na zapalenie wątroby. Mimo iż nie doszedł do pełni sił wystartował na igrzyskach olimpijskich w Innsbrucku w 1964 roku. W biegu zjazdowym upadł, ale ukończył wyścig. W slalomie stracił wiązanie i nie dotarł do mety, ukończył jedynie giganta, zajmując piątą pozycję. W 1964 roku zdołał jednak wygrać giganta podczas zawodów Arlberg-Kandahar w Garmisch-Partenkirchen.

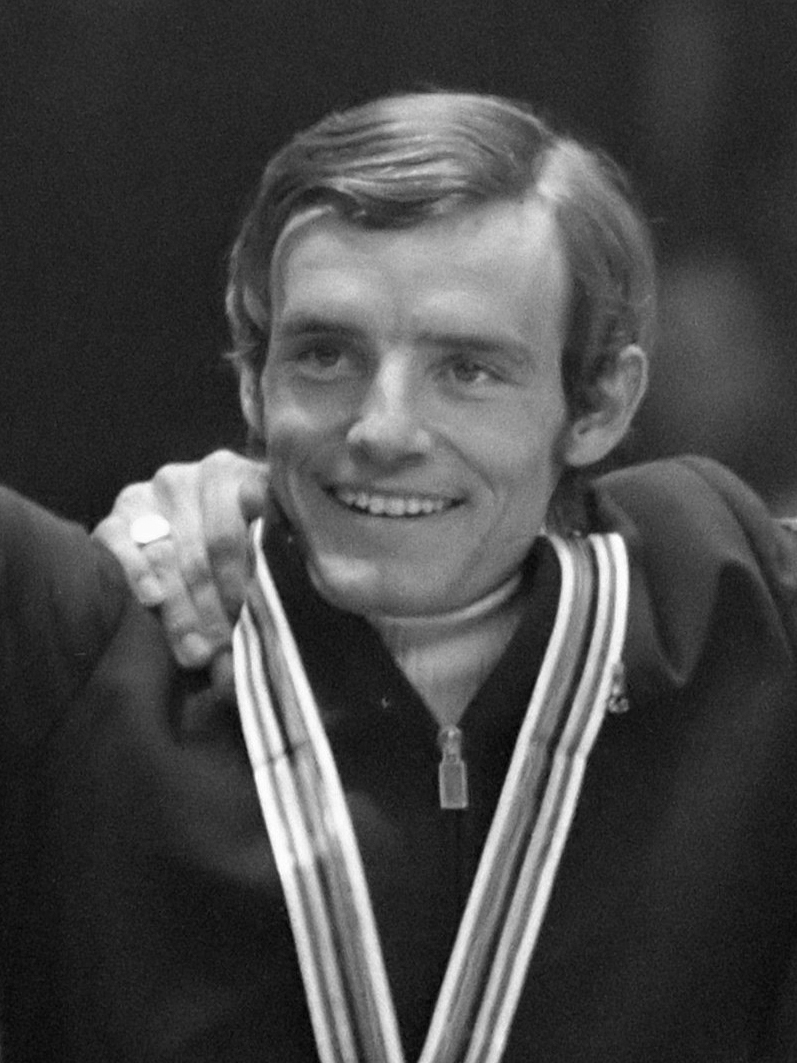
Killy na podium ZIO 1968

Na rozgrywanych dwa lata później mistrzostwach świata w Portillo zwyciężał w zjeździe i kombinacji, bezpośrednio wyprzedzając swego rodaka, Léo Lacroix. Ponadto gigancie był piąty, a w slalomie zajął ósme miejsce. Ponadto w tym samym roku zwyciężył również w slalomie i kombinacji podczas zawodów Arlberg-Kandahar w Mürren, zjazd giganta i kombinację w zawodach Critérium de la première neige oraz slalom podczas zawodów Hahnenkammrennen w Kitzbühel. W tych ostatnich zawodach wygrał w slalomie także rok wcześniej. Debiut w zawodach Pucharu Świata zanotował 5 stycznia 1967 roku w Berchtesgaden, zajmując czwarte miejsce w slalomie. Tym samym już w swoim debiucie zdobył pierwsze pucharowe punkty. Były to równocześnie pierwsze w historii zawody tego cyklu. Dzień później wywalczył pierwsze pucharowe podium, zajmując trzecie miejsce w gigancie, za dwoma rodakami: Georges’em Mauduitem i Léo Lacroix. W kolejnych zawodach, 9 stycznia w Adelboden odniósł pierwsze pucharowe zwycięstwo, wygrywając slalom gigant. W kolejnych dwunastu zawodach sezonu 1966/1967 nie wygrał tylko raz (zajął wtedy drugie miejsce). W klasyfikacji generalnej był zdecydowanie najlepszy, zdobywając blisko dwukrotnie więcej punktów niż drugi w klasyfikacji Austriak Heinrich Messner. Jako jedyny w historii zwyciężył w klasyfikacjach wszystkich konkurencji (zjazdu, slalomu i giganta). W 1967 roku wygrał też zjazd, slalom i kombinację podczas zawodów Lauberhornrennen w Wengen, giganta i kombinację na Critérium de la première neige, zjazd i kombinację na zawodach Arlberg-Kandahar w Sestriere oraz zjazd, slalom i kombinację na zawodach Hahnenkammrennen.
Francuz zwyciężył ponownie w klasyfikacji generalnej Pucharu Świata w sezonie 1967/1968. Nie dominował jak rok wcześniej, siedmiokrotnie stawał na podium, odnosząc przy tym trzy zwycięstwa. Najlepszy był 8 stycznia w Adelboden i 10 marca w Méribel w gigancie oraz 29 marca 1968 roku w Rossland w slalomie. W poszczególnych klasyfikacjach był pierwszy w gigancie oraz drugi w zjeździe i slalomie. W zjeździe wyprzedził go Austriak Gerhard Nenning, a w slalomie lepszy był Dumeng Giovanoli ze Szwajcarii. W lutym 1968 roku startował na igrzyskach olimpijskich w Grenoble, zdobywając złote medale we wszystkich konkurencjach. Powtórzył tym samym wynik Austriaka Toniego Sailera, który dokonał tego podczas Zimowych Igrzysk Olimpijskich 1956. Zwycięstwo w slalomie Francuz odniósł w kontrowersyjnych okolicznościach. Jego największy rywal – Karl Schranz z Austrii zatrzymał się podczas swego przejazdu na zamglonej trasie, twierdząc później, że ktoś wszedł na trasę. Pozwolono mu powtórzyć przejazd i Austriak uzyskał czas lepszy od Francuza. Jednakże jury zdyskwalifikowało Schranza i przyznała zwycięstwo Killy’emu. Igrzyska w Grenoble były jednocześnie rozgrywane jako mistrzostwa świata, jednak kombinację rozgrywano tylko w ramach drugiej z tych imprez. W konkurencji tej Killy pewnie zwyciężył, wyprzedzając Dumenga Giovanolego o blisko 33 pkt i Heinricha Messnera o ponad 38 pkt. Odniósł także zwycięstwa w kombinacji na zawodach Hahnenkammrennen oraz zjeździe podczas Critérium de la première neige. Po tych igrzyskach postanowił zakończyć karierę.
Do narciarstwa powrócił na krótko w latach 1972–1974, wygrywając parę zawodów w Stanach Zjednoczonych. W 1973 roku został mistrzem świata zawodowców.
Po zakończeniu kariery związał się z biznesem sportowym, występował w reklamach i filmach fabularnych. Uczestniczył także w rajdach samochodowych (m.in. w Rajdzie Paryż-Dakar i 24-godzinnym rajdzie Le Mans).
W latach 1977–1994 był członkiem zespołu wykonawczego Komitetu Narciarstwa Alpejskiego FIS. Był współprzewodniczącym Komitetu Organizacyjnego igrzysk olimpijskich w Albertville w 1992 r. W latach 1992–2001 przewodniczył Towarzystwu Tour de France. W latach 1995–2008 był członkiem Międzynarodowego Komitetu Olimpijskiego. W 2000 roku został odznaczony orderem Legii Honorowej II klasy.

## Życie prywatne
Killy urodził się w Saint-Cloud pod Paryżem, ale wychował się w Val d’Isère. Gdy miał siedem lat jego matka opuściła rodzinę i przeprowadziła się na południe, zostawiając jego i dwójkę rodzeństwa. Niedługo później Killy trafił do szkoły z internatem w Chambéry, jednak w wieku 15 lat rzucił szkołę i skoncentrował się na narciarstwie.
Nazwisko odziedziczył po przodku, irlandzkim żołnierzu armii Napoleona, nazwiskiem Kelly.
W latach 1973–1987 jego żoną była francuska aktorka Danielle Gaubert. Mieli razem córkę, Emilie, a Killy adoptował także dwójkę jej dzieci z poprzedniego małżeństwa z Rhadamésem Trujillo, synem dyktatora Dominikany Rafaela Trujillo.

## Osiągnięcia

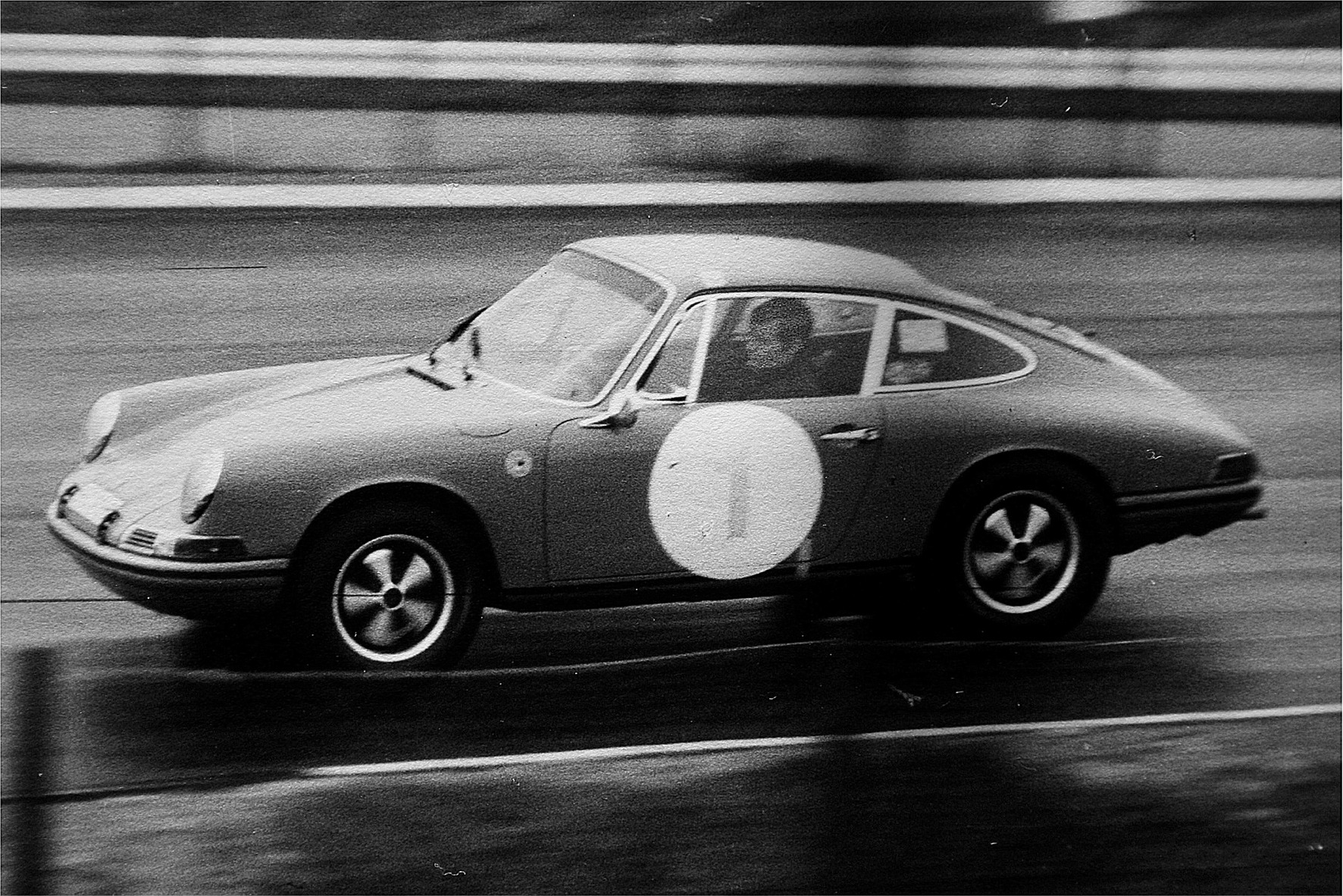
Killy za kierownicą Porsche 911S na torze Nürburgring

### Igrzyska olimpijskie
| Miejsce | Dzień       | Rok  | Miejscowość | Konkurencja | Czas biegu | Strata | Zwycięzca        |
| ------- | ----------- | ---- | ----------- | ----------- | ---------- | ------ | ---------------- |
| 42.     | 31 stycznia | 1964 | Innsbruck   | Zjazd       | 2:18,16    | +4,80  | Egon Zimmermann  |
| 5.      | 2 lutego    | 1964 | Innsbruck   | Gigant      | 1:46,71    | +2,21  | François Bonlieu |
| DNF     | 8 lutego    | 1964 | Innsbruck   | Slalom      | 2:11,13    | –      | Josef Stiegler   |
| 1.      | 9 lutego    | 1968 | Grenoble    | Zjazd       | 1:59,85    | –      | –                |
| 1.      | 12 lutego   | 1968 | Grenoble    | Gigant      | 3:29,28    | –      | –                |
| 1.      | 17 lutego   | 1968 | Grenoble    | Slalom      | 1:39,73    | –      | –                |

### Mistrzostwa świata
| Miejsce | Dzień       | Rok  | Miejscowość | Konkurencja | Czas biegu | Strata | Zwycięzca        |
| ------- | ----------- | ---- | ----------- | ----------- | ---------- | ------ | ---------------- |
| 42.     | 31 stycznia | 1964 | Innsbruck   | Zjazd       | 2:18,16    | +4,80  | Egon Zimmermann  |
| 5.      | 2 lutego    | 1964 | Innsbruck   | Gigant      | 1:46,71    | +2,21  | François Bonlieu |
| DNF     | 8 lutego    | 1964 | Innsbruck   | Slalom      | 2:11,13    | –      | Josef Stiegler   |
| 1.      | 7 sierpnia  | 1966 | Portillo    | Zjazd       | 1:34,40    | –      | –                |
| 5.      | 10 sierpnia | 1966 | Portillo    | Gigant      | 3:19,42    | +2,00  | Guy Périllat     |
| 8.      | 14 sierpnia | 1966 | Portillo    | Slalom      | 1:41,56    | +2,84  | Carlo Senoner    |
| 1.      | 14 sierpnia | 1966 | Portillo    | Kombinacja  | 20,92 pkt  | –      | –                |
| 1.      | 9 lutego    | 1968 | Grenoble    | Zjazd       | 1:59,85    | –      | –                |
| 1.      | 12 lutego   | 1968 | Grenoble    | Gigant      | 3:29,28    | –      | –                |
| 1.      | 17 lutego   | 1968 | Grenoble    | Slalom      | 1:39,73    | –      | –                |
| 1.      | 17 lutego   | 1968 | Grenoble    | Kombinacja  | 0,00 pkt   | –      | –                |

### Puchar Świata

#### Miejsca w klasyfikacji generalnej
- sezon 1966/1967: 1.
- sezon 1967/1968: 1.

#### Zwycięstwa w zawodach
1. Adelboden – 9 stycznia 1967 (gigant)
2. Wengen – 14 stycznia 1967 (zjazd)
3. Wengen – 15 stycznia 1967 (slalom)
4. Kitzbühel – 21 stycznia 1967 (zjazd)
5. Kitzbühel – 22 stycznia 1967 (slalom)
6. Megève – 27 stycznia 1967 (zjazd)
7. Sestriere – 3 marca 1967 (zjazd)
8. Franconia – 10 marca 1967 (zjazd)
9. Franconia – 11 marca 1967 (slalom)
10. Franconia – 12 marca 1967 (gigant)
11. Vail – 19 marca 1967 (gigant)
12. Jackson Hole – 25 marca 1967 (gigant)
13. Adelboden – 8 stycznia 1968 (gigant)
14. Méribel – 10 marca 1968 (gigant)
15. Rossland – 29 marca 1968 (slalom)

#### Pozostałe miejsca na podium
1. Berchtesgaden – 6 stycznia 1967 (gigant) – 3. miejsce
2. Megève – 29 stycznia 1967 (slalom) – 2. miejsce
3. Bad Hindelang – 4 stycznia 1968 (gigant) – 2. miejsce
4. Aspen – 15 marca 1968 (zjazd) – 3. miejsce
5. Kitzbühel – 20 stycznia 1968 (zjazd) – 2. miejsce
6. Kitzbühel – 21 stycznia 1968 (slalom) – 3. miejsce